# Eudia
Eudia is een geslacht van vlinders uit de familie van de nachtpauwogen (Saturniidae), onderfamilie Saturniinae.

## Soorten
- Eudia cephalariae (Romanoff, 1885)
- Eudia pavoniella (Scopoli, 1763)
- Eudia spini (Denis & Schiffermüller, 1775)